# Ischnomesidae
Ischnomesidae é uma família de isópodes pertencentes à ordem Isopoda.
Géneros:
- Contrarimesus Kavanagh & Wilson, 2007
- Cornuamesus Kavanagh & Wilson, 2007
- Fortimesus Kavanagh & Wilson, 2007
- Gracilimesus Kavanagh & Wilson, 2007
- Haplomesus Richardson, 1908
- Heteromesus Richardson, 1908
- Ischnomesus Richardson, 1908
- Mixomesus Wolff, 1962
- Stylomesus Wolff, 1956